# Bintunan
Bintunan is een bestuurslaag in het regentschap Bengkulu Utara van de provincie Bengkulu, Indonesië. Bintunan telt 687 inwoners (volkstelling 2010).